# Интенсивность землетрясения
Интенси́вность землетрясе́ния — мера величины сотрясения земной поверхности при землетрясении на охваченной им территории. Не следует путать с магнитудой землетрясения (шкалой Рихтера).
Интенсивность землетрясения определяется в баллах одной из принятых сейсмологических шкал интенсивности, либо максимальными кинематическими параметрами колебаний земной поверхности (например, ускорениями). Второе является предпочтительным, поскольку только таким образом можно реально, количественной мерой оценивать такое сложное и серьёзное явление, как сейсмическое воздействие.

## Шкалы интенсивности землетрясения
В разных странах принято по-разному оценивать интенсивность землетрясения.
- В России и некоторых других странах принята 12-балльная шкала Медведева — Шпонхойера — Карника[1].
- В Европе — 12-балльная Европейская макросейсмическая шкала[2].
- В США — 12-балльная модифицированная шкала Меркалли[3].
- В Японии — 7-балльная шкала Японского метеорологического агентства[4].